# Любберштедт
Любберштедт (нім. Lübberstedt) — громада в Німеччині, розташована в землі Нижня Саксонія. Входить до складу району Остергольц. Складова частина об'єднання громад Гамберген.
Площа — 12,32 км2. Населення становить 724 ос. (станом на 31 грудня 2021).

## Галерея

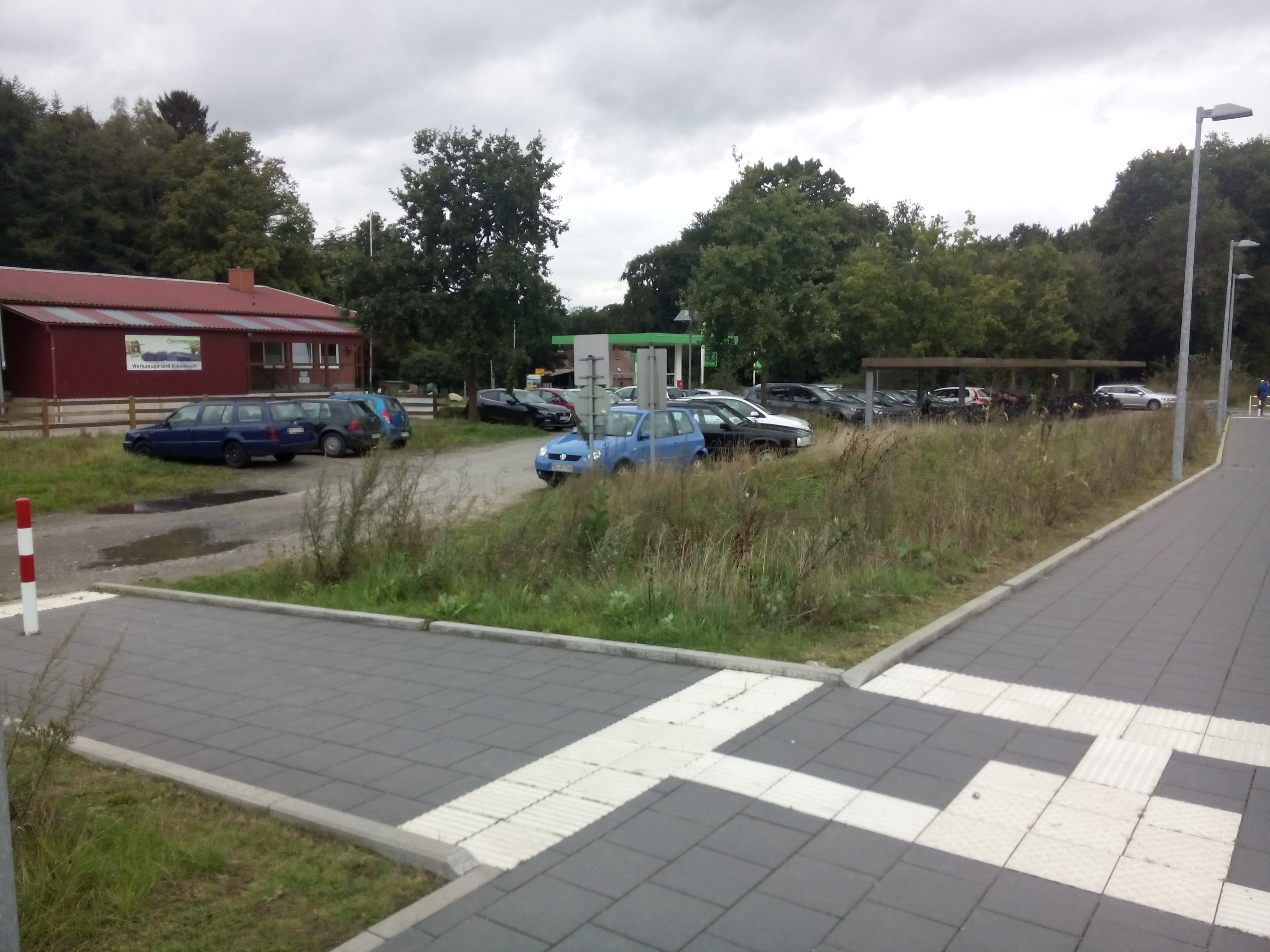
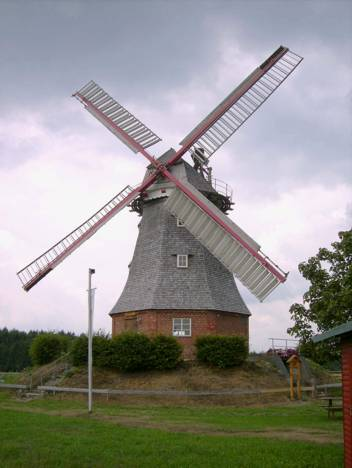